# Анталь Салаї
Анталь Салаї (угор. Szalay Antal, нар. 12 березня 1912 — пом. 21 квітня 1960) — угорський футболіст, що грав на позиції півзахисника, зокрема, за клуб «Уйпешт», а також національну збірну Угорщини, у складі якої був учасником двох чемпіонатів світу. Футболіст 1935 року в Угорщині.
По завершенні ігрової кар'єри — тренер.

## Клубна кар'єра
У дорослому футболі дебютував 1930 року виступами за команду клубу «Уйпешт», кольори якої і захищав протягом усієї своєї кар'єри гравця, що тривала одинадцять років. Тричі ставав чемпіоном країни, а 1939 року став володарем Кубка Мітропи. 1935 року визнавався Футболістом року в Угорщині.

## Виступи за збірну
1933 року дебютував в офіційних матчах у складі національної збірної Угорщини. Наступного року став учасником чемпіонату світу 1934 в Італії, на якому виходив на поле в одній грі — програному з рахунком 1:2 чвертьфіналі проти збірної Австрії.
1938 року поїхав на свій другий чемпіонат світу до Франції, де був вже основним гравцем, взявши участь у трьох іграх, включаючи фінальний матч, в якому його команда поступилася 2:4 діючим чемпіонам світу італійцям, які таким чином захистили свій чемпіонський титул.
Загалом протягом кар'єри у національній команді, яка тривала 7 років, провів у формі головної команди країни 24 матчі.

## Кар'єра тренера
Розпочав тренерську кар'єру, повернувшись до футболу після війни, 1945 року, очоливши тренерський штаб румунського клубу УТА (Арад). Згодом працював ще з низккою футбольних команд.
Помер 21 квітня 1960 року на 49-му році життя.

## Титули і досягнення
- Чемпіон Угорщини (3):

«Уйпешт»: 1932-1933, 1934-1935, 1938-1939
- Володар Кубка Мітропи (1):

«Уйпешт»: 1939
- Віце-чемпіон світу: 1938
- Футболіст року в Угорщині (1): 1935